# Cervantes (Galicia)
Cervantes egy község Spanyolországban, Lugo tartományban. Cervantes Pedrafita do Cebreiro, Becerreá, Navia de Suarna, Candín, Vega de Espinareda, Villafranca del Bierzo, Balboa, Vega de Valcarce és As Nogais községekkel határos. Lakosainak száma 1187 fő (2024).

## Népesség
A település népessége az elmúlt években az alábbi módon változott:
| Lakosok száma | 2185 | 2031 | 1844 | 1731 | 1593 | 1528 | 1423 | 1338 | 1250 | 1187 |
|               | 2001 | 2004 | 2007 | 2009 | 2012 | 2014 | 2017 | 2019 | 2022 | 2024 |